# Osvaldo Barra Cunningham
Osvaldo Barra Cunningham u Oswaldo Barra Cunningham (Concepción, Chile, 4 de febrero de 1922 - Ciudad de México, 19 de mayo de 1999) fue un pintor, ceramista, escultor y muralista chileno que estudió arte en Chile y México, país donde desarrolló gran parte de su obra y donde se convirtió en miembro de la tercera generación de muralistas.

## Biografía
Osvaldo Barra Cunningham nació en Concepción, Chile, el 4 de febrero de 1922.  Su abuelo, Anthenor Cunningham, llegó al sur de Chile proveniente de Inglaterra a mediados del siglo XIX con el cargo de vicecónsul en Concepción. La hija de Anthenor, Blanca Rosa Cunningham Biggs, se casó con Don Gregorio de la Barra y Ortiz, quien pertenecía a una familia aristócrata vasca. Sus padres vivieron en Concepción. 
Durante su niñez comenzó a desarrollar su talento pictórico. A la edad de trece fue su prima exposición en el escaparate de una tienda, más tarde entró a un taller en el Museo de Concepción al mismo tiempo que estudiaba en la Escuela de Bellas Artes de la Universidad Popular de Concepción.
En 1940 entró a trabajar en la fábrica de porcelana de Lota como modelista y pintor; ahí permaneció durante diez años y llegó a ser el jefe del taller. Al mismo tiempo colaboró con el muralista chileno Gregorio de la Fuente, a quien asistió entre 1943 y 1946 en la creación del mural titulado Latido y rutas de Concepción, el cual se encuentra en la estación del ferrocarril de la ciudad de Concepción.
En 1946 fue condecorado con el Premio de Honor y el Premio Universidad de Concepción en el Salón Regional de Artes Plásticas.
Su primer matrimonio fue con la pianista polaca y también pintora, Sulamit Sonnabend Moszkiewicz, con quien tuvo un hijo en 1956, Lautaro Barra Sonnabend. Después de su separación, contrajo matrimonio con Josefina Gómez Domínguez, con quien vivió hasta su muerte. Sus hijos Federico, Héctor, Fresía y Axel Barra Gómez.

### Vida en México
Llegó a México en 1953, becado por el gobierno receptor para perfeccionar su técnica pictórica mural. En la Escuela de Pintura y Escultura "La Esmeralda" estudió la técnica al fresco y aprendió sobre materiales sintéticos en el Instituto Politécnico Nacional. Poco después contactó a Diego Rivera, a quien asistió en sus obras hasta convertirse en su principal ayudante y, en el futuro, en restaurador de su obra.
Señalaba que le tocó la mejor etapa creativa de Diego Rivera, por su dominio técnico, colorido y vitalidad.
En 1955, Diego Rivera, le otorgó una carta de recomendación en la que elogió sus cualidades humanas y artísticas, y dan constancia del trabajo que realizaron en colaboración:

De sus adelantos técnicos fui testigo y usufructuario, a causa de su colaboración eficacísima, desde que empezó a trabajar conmigo; pero ahora que he podido ver las obras originales que ha realizado aquí [en la ciudad de México] últimamente he podido constatar que, aparte de ese adelanto en el dominio de la técnica, ha desarrollado su personalidad y que ha orientado su concepto estético y su sentido humano en forma tal que actualmente nadie podrá regatearle un puesto entre los más avalorados muralistas del continente americano, con lo cual ha compensado con gran amplitud los esfuerzos hechos a favor de él por el aparato estatal de su país como del mío.
Diego Rivera

Barra Cunningham realizó parte de su obra en la ciudad de Aguascalientes, donde le fueron comisionadas una buena cantidad de producción pictórica mural. Sin embargo, antes hizo trabajos en la Ciudad de México y Ashkelon, Israel. En Aguascalientes, en 1960, realizó las obras Las cárceles y el impulso revolucionario, en colaboración con Enrique Valderrama Anaya y Roberto Martínez García en la Casa de la Juventud (INADE) y en 1961 le fue comisionado el mural de la planta baja del segundo patio del Palacio de Gobierno, titulado Aguascalientes en la historia.
En los años setenta se dedicó sobre todo al trabajo en cerámica en su taller en Coyoacán. En 1978 realizó un taller para el Sistema Nacional para el Desarrollo Integral de la Familia. En 1981 regresó a Aguascalientes para realizar un mural en cerámica en un Centro de Artesanías de la Casa de la Cultura. De regreso a la Ciudad de México impartió clases de historia del arte y cerámica.
En 1989 regresó a Aguascalientes para continuar los murales del Palacio de Gobierno, en específico Interpretación de los colores de la Bandera y La Batalla de la Gran Nopalera. En esta ciudad realizó exposiciones de su obra de caballete, y realizó un mural dedicado a las pinturas rupestres de El Ocote y El Tepozán, así como murales en bodegas vinícolas.
En 1996 estuvo presente en la exposición Presencia de Chile en México en el Centro Cultural Isidro Fabela. También participó en la exposición del Salón de la Plástica Mexicana titulada Puertas abiertas, esta inclusión significó el reconocimiento de su mexicanidad, a pesar de su origen chileno.
El Ministerio de Educación de Chile le otorgó el grado de Comendador bajo el Mérito Docente y Cultural "Gabriela Mistral", distinción máxima de la Cultura y las Artes en Chile.  
Poco antes de su muerte, y en el contexto de la huelga de estudiantes de la UNAM en 1999, fue contactado por los alumnos para pedirle asesorías, pues querían realizar un mural en los anexos de la Facultad de Ingeniería. Sus familiares relatan que este hecho despertó el ímpetu del muralista, quien comenzó a preparar bocetos, material bibliográfico sobre muralismo y filosofía para compartirlos con los muchachos. La muerte evitó que pudiera presenciar la dedicatoria a su persona en el mural, como consecuencia de un infarto masivo.

## Obras
- Mural La Fiesta de la Vendimia.
- Mural El pan de cada día en la Lonchería del Pilar, Ciudad de México.
- Mural La conquista del desierto (1956), Ashkelon, Israel.
- Mural Tríptico agrario (1956-1957), Federación Mutualista de la Aseguradora Agrícola y Ganadera.
- Mural Las cárceles y el impulso revolucionario, Aguascalientes.

### Murales en el Palacio de Gobierno de Aguascalientes

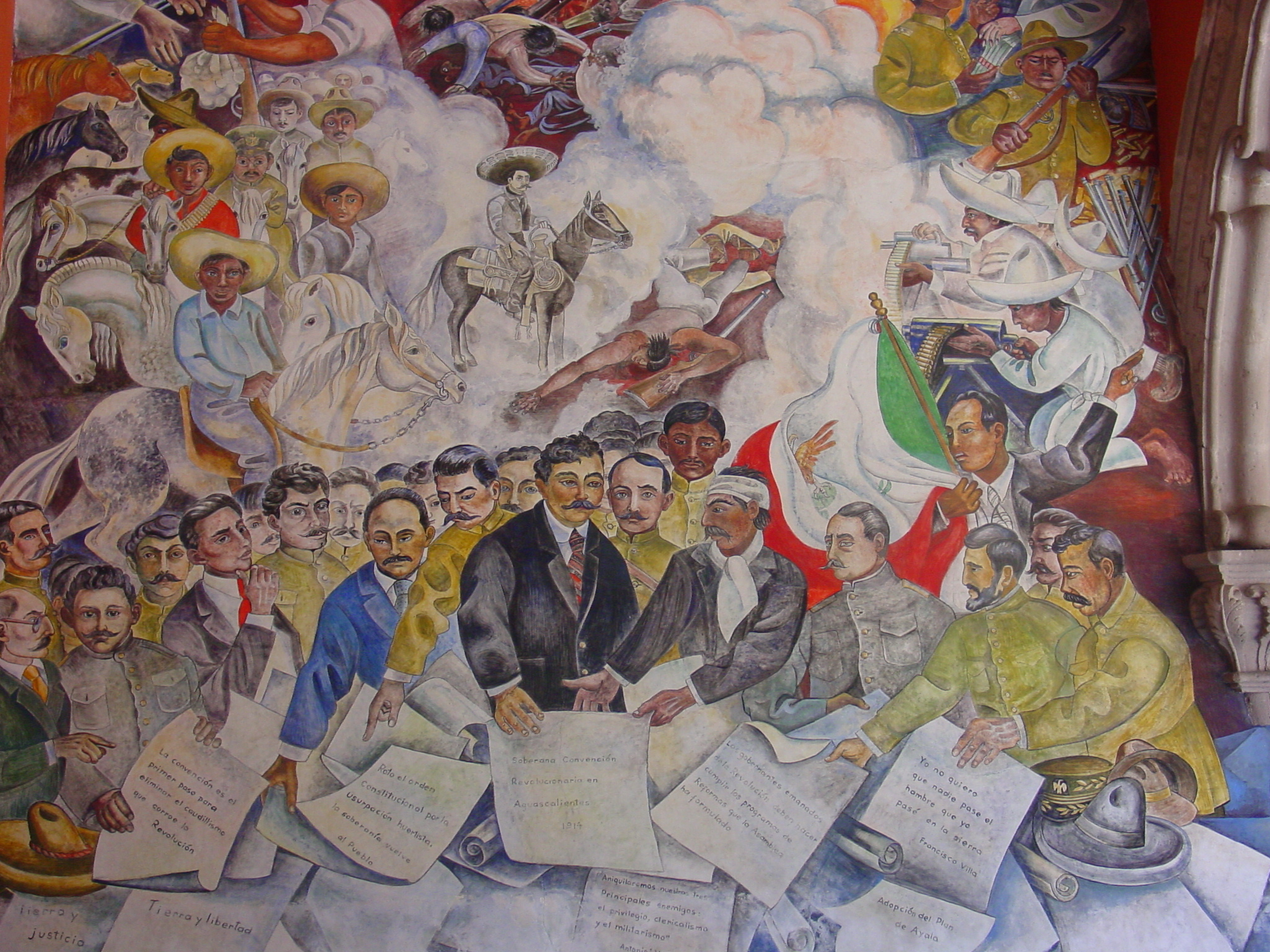
Fragmento del mural Aguascalientes en la historia de Oswaldo Barra Cunningham

Barra Cunningham realizó los cinco murales que se encuentran en el Palacio de Gobierno de Aguascalientes en dos diferentes épocas:
1. Aguascalientes en la historia (1961)
2. La Feria de San Marcos (1961)
3. Interpretación de los colores de la bandera (1989)
4. La Convención de Aguascalientes (1991)
5. La Batalla de la Gran Nopalera (1991)

El gobernador de Aguascalientes en el periodo de 1956 a 1962, Luis Ortega Douglas, deseaba que las paredes del Palacio de Gobierno estuvieran decoradas con pinturas murales, por lo que recurrió a Barra Cunningham, quien tenía un currículum importante, trabajo previo en la entidad, así como la recomendación de Diego Rivera. Oswaldo Barra señalaba que él había ganado un concurso convocado por el gobierno, pero no hay registro documental que lo acredite, y se señala que fue una asignación directa del gobernador.
Uno de los murales tenía la temática de Aguascalientes en la historia, por lo que en él se retratan las costumbres, vida política, personajes y desarrollo económico del Estado, como la Convención de personajes revolucionarios de 1914.
El primer mural, realizado al fresco, cubre una superficie de aproximadamente 80 metros cuadrados en una pared dividida por tres arcadas que terminan en remates de cantera rosada en su parte superior. Las características del muro le permitieron a Barra Cunningham separar la obra en tres etapas: economía regional, política y desarrollo cultural.

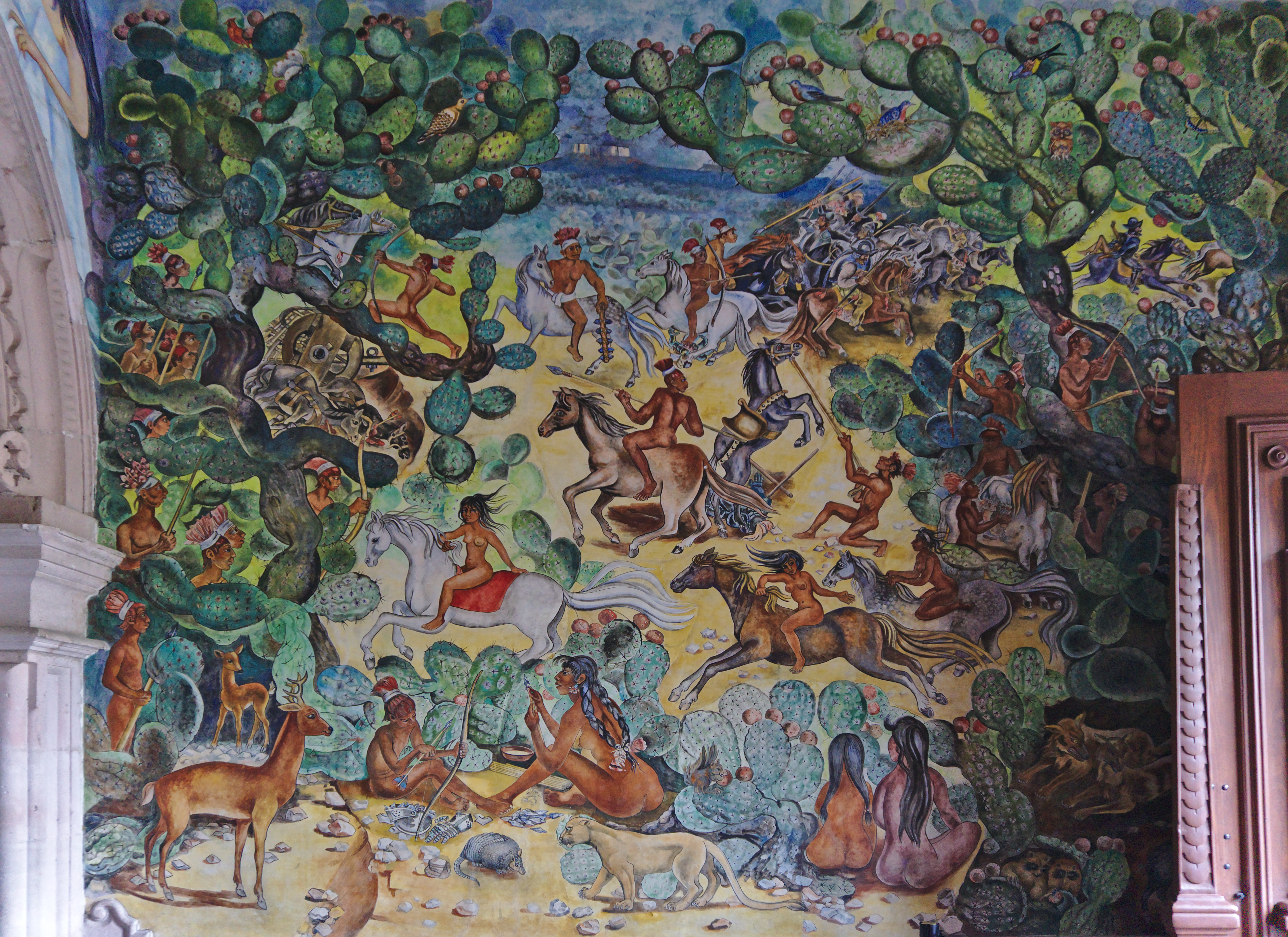
La batalla de la Gran Nopalera

El historiador Luciano Ramírez señala que en los dos primeros murales, el pintor usa los preceptos de la escuela muralista mexicana, un arte monumental con características didácticas para ilustrar momentos históricos pensando en la recepción del pueblo, y también un arte socialmente comprometido en el que incluso hay crítica los gobernantes.
Los dos primeros murales del Palacio de Gobierno fueron pintados entre 1961 y 1962. En el primero hay elementos iconográficos que causaron furor entre parte de la población, pues aparece un desnudo, así como una prostituta que detiene entre sus manos una balanza de la justicia y una bolsa de monedas. Las críticas hacia ese mural llegaron por parte de periodistas locales y grupos del sinarquismo quienes pretendían borrarlo. El pintor señalaba que detrás de las manifestaciones estaba un obispo apellidado Limón. Ante la presión, el gobernador llevó fotografías del mural a la Ciudad de México para que las revisara el presidente Adolfo López Mateos, quien señaló que los murales debían permanecer.
Treinta años después, Barra Cunningham regresó a Aguascalientes para terminar la obra, y pintó los dos murales restantes, los cuales representan la enseñanza nacional y la vida de los chichimecas.